# آبشار پانداوگد
آبشار پانداوگد (به انگلیسی: Pandavgad Falls) آبشاری است که در مهاراشترا، هند واقع شده و ارتفاع کلی ریزشگاه آن ۱۰۷ متر (۳۵۱ فوت) است.